# Министерство антимонопольного регулирования и торговли Республики Беларусь

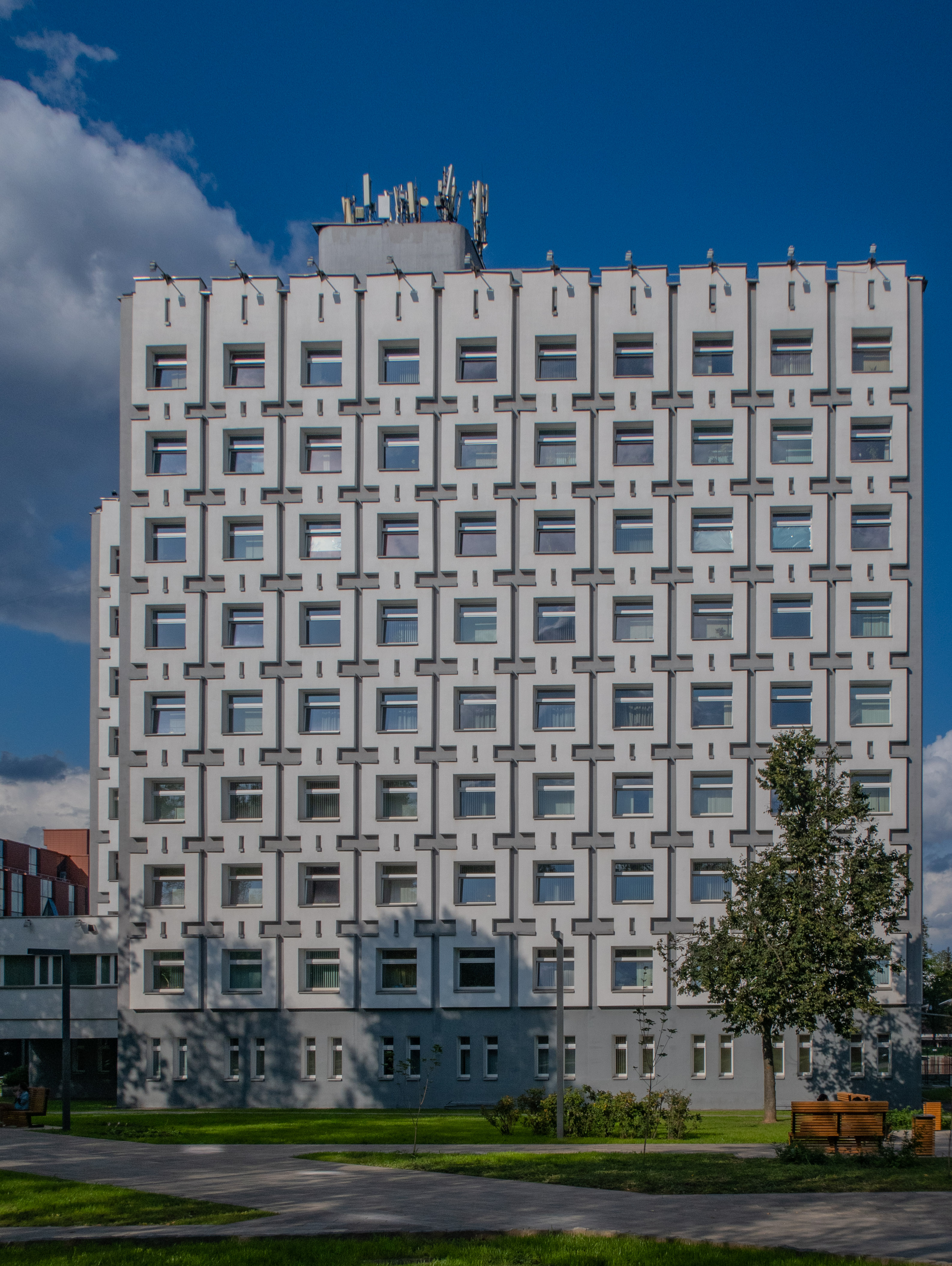
Здание министерства на улице Кирова.

Министерство антимонопольного регулирования и торговли Республики Беларусь (МАРТ; бел. Міністэрства антыманапольнага рэгулявання і гандлю Рэспублікі Беларусь) — республиканский орган государственного управления, занимающийся противодействием монополистической деятельности, развитием конкуренции, регулированием деятельности естественных монополий, ценообразования, торговли, общественного питания, рекламы, государственных закупок, а также защитой прав потребителей.

## История
25 июля 1924 года ЦИК и СНК БССР преобразовали Комиссию по внутренней торговле при ЭКОСО БССР в Народный комиссариат по внутренней торговле БССР. В 1926 году к наркомату было присоединено управление Уполномоченного Наркомата внешней торговли СССР при СНК БССР, и наркомат был переименован в Народный комиссариат внутренней и внешней торговли (с 1928 года — Наркомат торговли). 28 февраля 1931 года ЦИК и СНК БССР преобразовали наркомат в Народный комиссариат снабжения БССР.
3 сентября 1934 года Наркомснаб был упразднён, а на его базе был создан Народный комиссариат внутренней торговли, который в апреле 1938 года был преобразован в Наркомат торговли БССР. В 1943—1947 годах Наркомторг также занимался организацией карточной системы и нормированного снабжения. В 1946 году Наркомат торговли был преобразован в Министерство торговли. 26 ноября 1958 года Президиум Верховного Совета СССР изменил подчинение Минторга БССР с союзно-республиканского на республиканское, но в 1963 году министерству был возвращён статус союзно-республиканского. 15 мая 1959 года было утверждено Положение о министерстве, а 15 мая 1969 года было утверждено новое Положение, которое действовало до 1991 года. В 1991 году министерство переименовано в Министерство торговли Республики Беларусь.
Указом Президента Республики Беларусь от 3 июня 2016 года № 188 Министерство торговли было переименовано в Министерство антимонопольного регулирования и торговли; переименование вступило в силу 8 сентября. В состав министерства был передан Департамент ценовой политики Министерства экономики и управления антимонопольной и ценовой политики всех облисполкомов, а также Минского горисполкома.
Положение о Министерстве антимонопольного регулирования и торговли было утверждено Постановлением Совета Министров Республики Беларусь от 6 сентября 2016 года № 702.

## Структура
В структуре МАРТ — 12 управлений, 4 самостоятельных отдела, 1 сектор, территориальные органы и группа материально-технического обеспечения:
- Управление организации торговли и общественного питания:
  - Отдел потребительского рынка;
  - Отдел методологии.
- Управление защиты прав потребителей и контроля за рекламой:
  - Отдел по защите прав потребителей;
  - Сектор по рекламе.
- Управление международного сотрудничества и применения мер нетарифного регулирования:
  - Сектор применения мер нетарифного регулирования.
- Управление ТЭК, нефтехимии и ЖКХ:
  - Отдел жилищно-коммунального хозяйства;
  - Отдел ТЭК и нефтехимии.
- Управление транспорта, связи и информационных технологий:
  - Отдел транспорта;
  - Отдел связи и информационных технологий.
- Управление торговли, АПК, промышленности, строительства и природных ресурсов:
  - Отдел торговли и АПК;
  - Отдел промышленности, строительства и природных ресурсов.
- Аналитическое управление:
  - Отдел сводного анализа и прогнозирования;
  - Отдел методологии ценообразования.
- Управление социальной сферы и услуг:
  - Отдел социальной сферы и бытовых услуг.
- Управление государственных закупок:
  - Отдел регулирования закупок;
  - Отдел координации контроля государственных закупок.
- Управление контроля и информационного обеспечения;
- Управление финансирования и бухгалтерского учёта;
- Юридическое управление:
  - Отдел правового обеспечения.
- Отдел координации контрольной деятельности;
- Отдел финансового рынка и биржевой торговли;
- Отдел управления персоналом;
- Отдел методологии антимонопольного регулирования и конкуренции;
- Территориальные органы:
  - Главные управления МАРТ по областям и городу Минску;
  - Управление контроля и расследований;
  - Аналитический отдел.
- Режимно-секретный сектор;
- Группа материально-технического обеспечения.

## Руководство

### Нынешнее руководство
- Министр: Карпович Артур Борисович[7]
- Первый заместитель министра: Иван Валерьевич Вежновец
- Заместители министра: Наталья Валерьяновна Василевская, Светлана Ивановна Короткевич [8]

### Прежнее руководство (министры торговли)
- А.С. Шавров (1957—1971)
- В.К. Евтешин (1971—1972)
- Н.П. Молочко (1972—1980)
- Н.А. Сташенков (1980—1981)
- Н.А. Макаед (1981—1987)
- Н.К. Петрушкевич (1987—1990)
- В.П. Демьянович (1990—1991)
- В.И. Байдак (1992—1994)
- П.А. Козлов (1995—2001)
- А.Н. Куличков (2001—2005)
- А.И. Иванков (2005—2009)
- В.С. Чеканов (2009—2015, в декабре 2015 года задержан по подозрению в превышении власти или служебных полномочий [9], вышел из СИЗО в ноябре 2016 года [10])
- В.В. Колтович (2015—2021)
- А.И. Богданов (2021—2025)